# 上田原駅
上田原駅（うえだはらえき）は、長野県上田市上田原にある上田電鉄別所線の駅である。駅番号はBE05。かつてはこの駅に電車区があったが、現在は下之郷駅に移っている。

## 歴史

### 年表
- 1921年（大正10年）6月17日：上田温泉電軌により開業[1]。
- 1938年（昭和13年）7月25日：青木線の廃止により、川西線の駅となる。
- 1939年（昭和14年）
  - 3月19日：路線名称変更により、別所線の駅となる。
  - 9月1日：社名変更により、上田電鉄の駅となる。
- 1943年（昭和18年）10月21日：合併により、上田丸子電鉄の駅となる。
- 1969年（昭和44年）5月31日：社名変更により、上田交通の駅となる。
- 1986年（昭和61年）10月1日：車庫が下之郷へ移転。
- 1992年（平成4年）11月8日：上田原駅が現在の場所へ移転[1]。
- 2005年（平成17年）10月3日：鉄道部門子会社化により、上田電鉄の駅となる。
- 2016年（平成28年）8月：駅ナンバリングが導入され、使用を開始[2][3]。

### かつての上田原駅
初代の上田原駅は青木線（本線）・川西線（支線）の分岐駅として開業した。二路線の分岐とはいえ路面電車の停留場であり、単線分岐で島式ホームが道路にあるだけの無人駅であった。現在の国道143号千曲バス上田原駅前停留所付近に設けられていた。
2代目の上田原駅は1927年、城下 - 上田原間が変則複線化された折に移転開業している。この時点ではじめて駅舎が設けられ、駅員配置駅となった。しかし青木線・川西線とも交換設備を設けたため、駅舎は線路より離れた国道143号沿いに建設された。ホームは高床車両用のプラットホームと路面電車用の低床ホームが1面ずつ、高床低床両用ホームが1面であった。1938年の青木線廃止後駅舎は移築され、電車区・車両工場が設けられた。旧両用ホームは青木線廃止後も電車区内に残存し、同線の数少ない遺構として知られていた。
現在の上田原駅は3代目である。上田交通の電車部門時代の1986年に電車区・車両工場が下之郷駅に移されるのに合わせて移転開業。再び無人駅となった。線路の付け替えを行い、電車区の敷地の一部を用いて現在の駅舎・ロータリー・自転車置き場などが整備された。またこの時に旧両用ホームが撤去され、電車区・車両工場跡地とともに売却された。同敷地には1995年に綿半ホームエイド上田原店が開店したものの数年で閉店、間もなく同店舗建物に万代書店長野上田店が開店したが、2012年1月9日に閉店した。2016年5月から建物はそのままにバリューブックス上田原倉庫となっている。

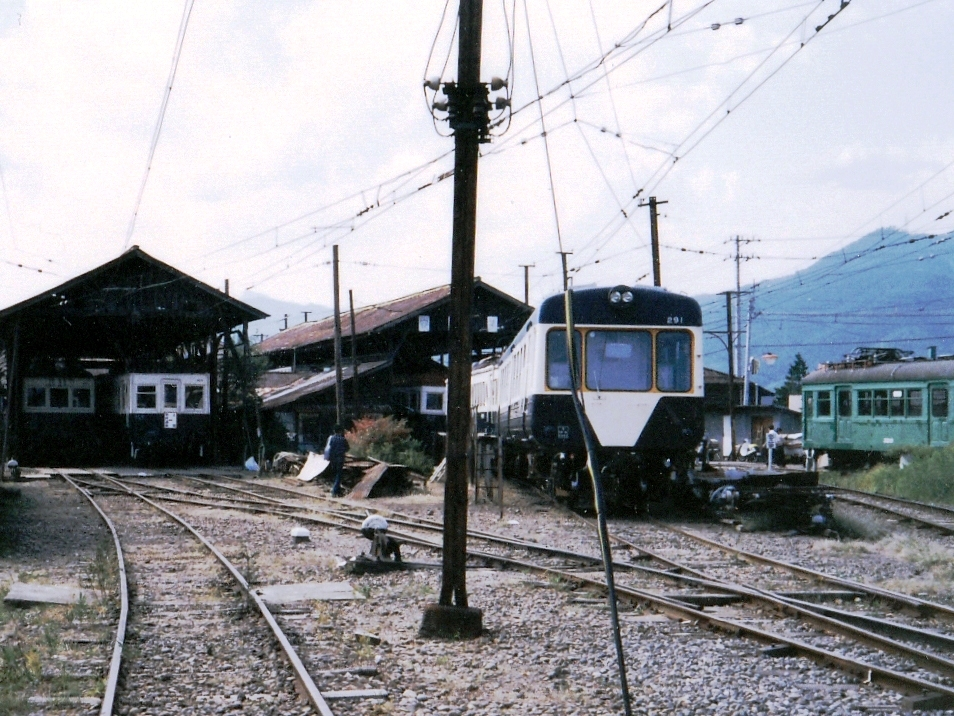
旧上田原電車区（1986年9月）
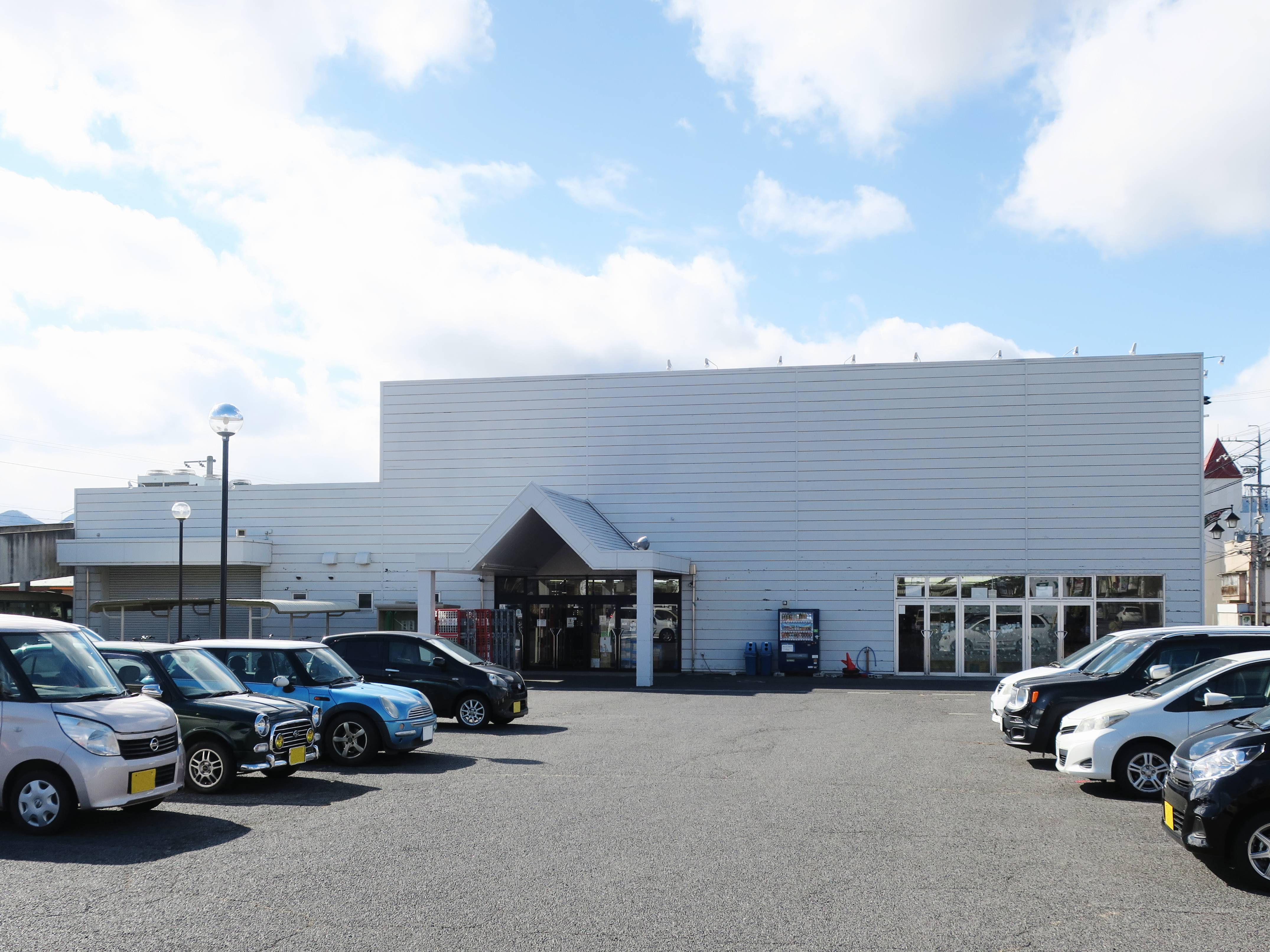
バリューブックス上田原倉庫（2020年2月）

## 駅構造

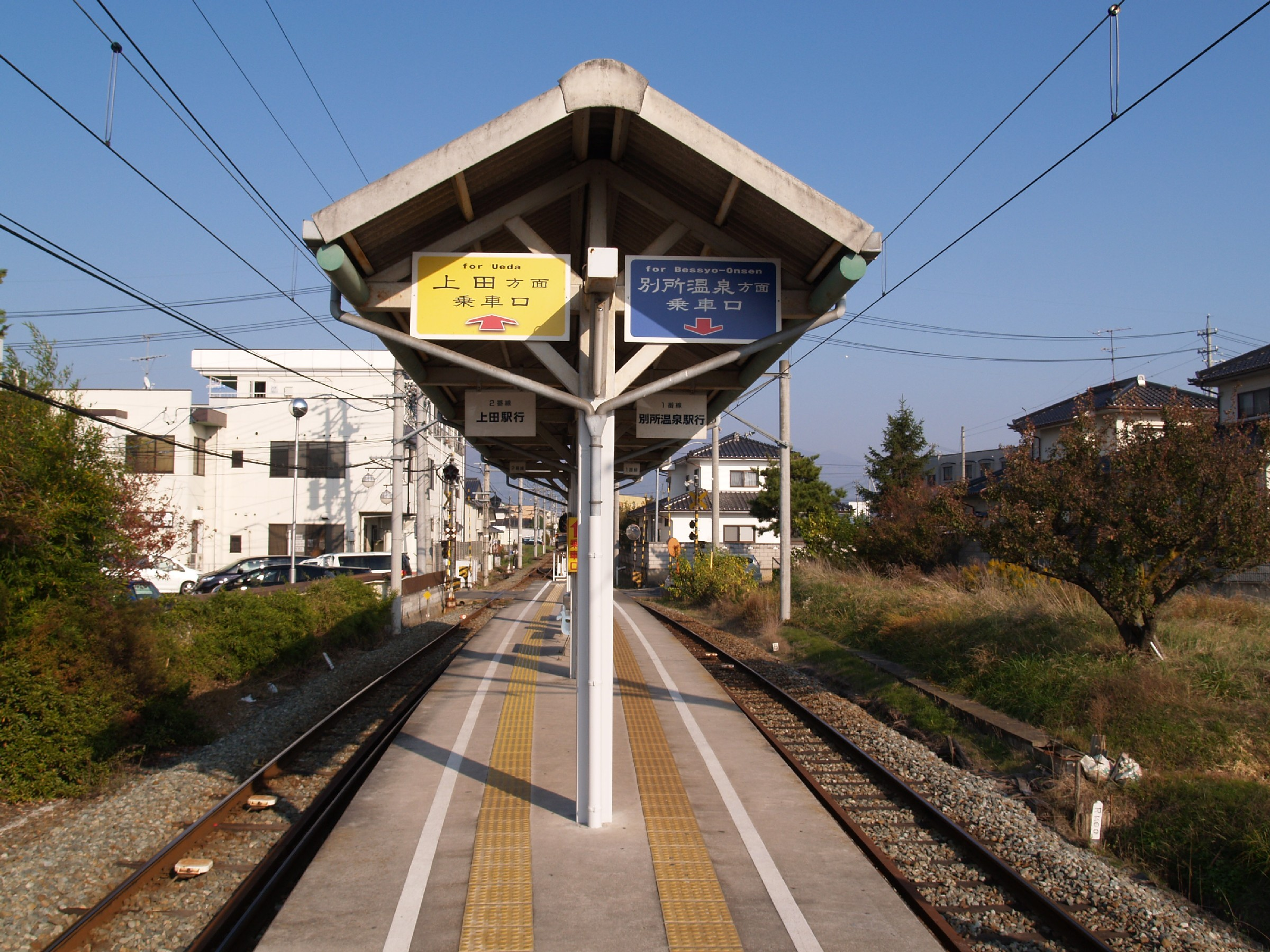
ホーム（2009年10月）

島式1面2線のホームを持つ地上駅。駅舎があり、出札窓口・待合室・トイレが設置されている。駅舎から構内踏切を渡ってホームに進入する。
上田原車両基地があった頃は駅員が配置され、切符を販売していた。駅が現在の場所に移転されて以降も駅員が配置されていたが、当駅に代わって下之郷駅に中間駅としての役割が移され、更に当駅に自動券売機（1機）が設置されると平日朝夕のみ配置となった。
別所線では全線でワンマン運転を実施しているため当駅では通常は進行方向1番前のドアしか開閉しないが、朝6時30分から8時30分の間の上田行きの電車は土日祝日年末年始を除きすべてのドアが開閉する。

### のりば
| 番線 | 路線    | 方向 | 行先                 |
| ---- | ------- | ---- | -------------------- |
| 1    | ■別所線 | 下り | 下之郷・別所温泉方面 |
| 2    | ■別所線 | 上り | 上田方面             |

## 利用状況
近年の一日平均乗車人員の推移は下記のとおり。
別所線内では15駅中、上田駅に次ぐ2位で別所線の単独駅としては最も多い。
| 年度   | 一日平均 乗車人員 |
| ------ | ----------------- |
| 2010年 | 460               |
| 2011年 | 441               |
| 2012年 | 418               |
| 2013年 | 409               |
| 2014年 | 419               |
| 2015年 | 454               |
| 2016年 | 452               |
| 2017年 | 443               |

## 駅周辺
旧小県郡川辺村の中心地域に当たり、川辺町と称している。
- 千曲バス青木線・室賀線上田原駅前停留所
- 上田原古戦場（武田信玄と村上義清による上田原の戦いの跡地。信玄敗北の地として知られる）[1]
- 板垣信方墓所（板垣神社）
- 上田原遺跡 - 弥生時代後期の集落跡
- 上田市立川辺小学校
- 上田市立南小学校
- 国道143号
- 川辺町公園

## 隣の駅
上田電鉄
■別所線
赤坂上駅（BE04） - 上田原駅（BE05） - 寺下駅（BE06）
※青木線廃止以前
三好町二丁目→三好町駅→赤坂上駅 - 上田原駅 - 宮島駅